# 坂口哲夫
坂口 哲夫（さかぐち てつお、1952年10月24日 - ）は、日本の声優、俳優、ナレーター。大阪府大阪市出身。青二プロダクション所属。

## 経歴
日本大学芸術学部演劇学科卒業。以前は劇団GAYA、劇団櫂、劇団カクスコに所属していた。

## 人物
方言は大阪弁。
声優としては、多数のアニメ、洋画に出演している。また舞台にも出演するなど幅広く活躍している。
趣味はゴルフ、野球。

## 出演
太字はメインキャラクター。

### テレビアニメ
1992年
- ツヨシしっかりしなさい（井川秀夫）

1993年
- 剣勇伝説YAIBA（1993年 - 1994年、クモ男、八鬼）

1994年
- 真拳伝説タイトロード（ズロウスキー博士）

1995年
- キテレツ大百科（泥棒）
- それいけ!アンパンマン（1995年 - 2023年、デザインマン、だいこん役者）
- ロミオの青い空（ディーノ、エンリコ）

1997年
- 超魔神英雄伝ワタル（長老）
- 少年Hが見た戦争

1998年
- ロスト・ユニバース（老警備員）

1999年
- イソップワールド（やぎ先生）
- 週刊ストーリーランド 老婆シリーズ「使えないライター」（部下2）

2000年
- ファーブル先生は名探偵（園長）

2001年
- 学園戦記ムリョウ（村田和夫）
- シャーマンキング（領主）
- テイルズ オブ エターニア THE ANIMATION（隊長）
- ののちゃん（ツチノコ教頭）

2003年
- アストロボーイ・鉄腕アトム（サンダンス）
- SPACE PIRATE CAPTAIN HERLOCK（ニュースキャスター）
- 釣りバカ日誌（パラカン）
- FIRESTORM（ナレーション、司会者）

2004年
- サムライチャンプルー（井原西鶴）
- 爆裂天使（刑事B、タクシー運転手）

2005年
- 英國戀物語エマ（メルヴィル卿）
- Xenosaga THE ANIMATION（モリヤマ艦長）
- ゾイドフューザーズ（ホップ）
- ロックマンエグゼStream（マック）

2006年
- DEATH NOTE（出席者D）
- 天保異聞 妖奇士（湯屋の主人）
- まじめにふまじめ かいけつゾロリ（おいちゃん）

2007年
- 電脳コイル（TVの司会、アナウンサー）

2008年
- カイバ
- ゴルゴ13（シルベスター）
- 美肌一族（男性MC）
- xxxHOLiC◆継（夢カイ）

2009年
- クロスゲーム（西口監督）19
- ねぎぼうずのあさたろう（席亭）
- 名探偵コナン（2009年 - 2021年、蒲池猛、宇佐木跳三、千住英雄、川島英夫）

2011年
- さきいか君（焼きうどんはん）
- ドラえもん（テレビ朝日版第2期）（お客さん）
- ONE PIECE（ヒョウゾウ）

2012年
- ちはやふる（詠み手）

2013年
- ガンダムビルドファイターズ（マシタ会長）

2014年
- アオハライド（ピーチ先生）
- となりの関くん（ナレーター）
- ヒーローバンク（愛無豹利）

2017年
- 鬼平（源七）

2018年
- ゲゲゲの鬼太郎（第6作）（内田アキノリ）
- 京都寺町三条のホームズ（柳原重敏）

2021年
- 赤ちゃん本部長（坂井部長、佐藤部長、コダン工業社員）

2022年
- もっと!まじめにふまじめ かいけつゾロリ（裁判長）

### 劇場アニメ
1993年
- ツヨシしっかりしなさい ツヨシのタイムマシーンでしっかりしなさい（秀夫）

1995年
- カッタ君物語
- MEMORIES「彼女の想いで」（声）

1997年
- 地球が動いた日（高橋良）

1998年
- それいけ!アンパンマン てのひらを太陽に（だいこん役者）

2006年
- 劇場版 どうぶつの森（つねきち）

2013年
- それいけ!アンパンマン とばせ! 希望のハンカチ（だいこんやくしゃ）

### OVA
1991年
- 創竜伝

1995年
- 鬼切丸（節子の夫）

1996年
- 銀河英雄伝説（ベルンハイム男爵）
- ブラック・ジャック（六条寺）
- マスク・アニメーション（ドイル捜査官）
- ようちえん戦隊げんきっず（マイゴロウ）

1997年
- 企業戦士YAMAZAKI（西川）

2004年
- 機動戦士ガンダム MS IGLOO（ユルゲン・ヘプナー）
- 土方歳三 白の軌跡（山南敬助）

2007年
- テイルズ オブ シンフォニア THE ANIMATION シルヴァラント編（レミエル）

### Webアニメ
- ガンダムビルドファイターズ GMの逆襲（2017年、マシタ・ミキオ）

### ゲーム
1998年
- 金田一少年の事件簿 星見島 悲しみの復讐鬼（久堂進）

2000年
- 仮面ライダークウガ（ズ・グムン・バ）

2001年
- 松本零士999 〜Story of Galaxy Express 999〜（ヤッタラン）

2002年
- テイルズ オブ ファンダム Vol.1（ゴーリ・シュタイン、イライザの父）

2003年
- テイルズ オブ シンフォニア（レミエル）

2011年
- ONE PIECE ギガントバトル! 2 新世界（ヒョウゾウ）

2012年
- ONE PIECE ワンピーベリーマッチIC（ヒョウゾウ）
- 龍が如く5 夢、叶えし者（宇野）

2013年
- テイルズ オブ シンフォニア ユニゾナントパック（レミエル）

2014年
- スーパーロボット大戦OGサーガ 魔装機神F COFFIN OF THE END（ムンガル・ザン・ブレストロー）
- ヒーローバンク2（愛無豹利）

2018年
- 名探偵ピカチュウ（マックス・ウォーホル）

2021年
- 機動戦士ガンダム エクストリームバーサス2 クロスブースト（マシタ・ミキオ）

2023年
- 機動戦士ガンダム エクストリームバーサス2 オーバーブースト（マシタ・ミキオ）

### ドラマCD
- CDドラマコレクションズ 三國志（1992年、劉璋季玉）
- テイルズ オブ エターニア（2000年、ニコラ・マゼット）
- THE MANZAI（2006年、教頭）

### 吹き替え

#### 映画
- アクシデンタル・スパイ（マニー〈エリック・ツァン〉）※DVD版
- E.T. ※DVD版
- 犬いなる遺産（セシル〈オリバー・マーヘッド〉）
- 依頼人（スリック・モーラー〈ダン・カステラネタ〉）※テレビ朝日版
- インタビュー・ウィズ・ヴァンパイア
- エネミー・フォース 限界空域（オケリー機長）
- オータム・イン・ニューヨーク（ジョン〈アンソニー・ラパリア〉）※ビデオ版
- 怨霊の森（ジョー〈ブルース・キャンベル〉）
- K-PAX 光の旅人（スティーブ）
- ザ・シークレット・サービス
- サッカー・ドッグ（ショー）
- ジェシカ・シンプソンのミリタリー・ブロンド（グリアー大尉〈スティーヴ・グッテンバーグ〉）
- シャイニング
- 10人の泥棒たち（班長）
- シン・レッド・ライン（ストーム曹長〈ジョン・C・ライリー〉）
- スピード（ビンス）※ソフト版
- 脱獄プリズナー・戦慄の殺人逃亡者（ロバート・ファクター）
- 007 ゴールデンアイ（ボリス・グリシェンコ〈アラン・カミング〉）※ソフト版
- ダーク・ハーフ ※ソフト版
- 冷たい月を抱く女（麻酔医）※テレビ東京版
- ディフェンダー（合衆国大統領）
- トゥルー・ロマンス（エリオット・ブリッツァー〈ブロンソン・ピンチョット〉）※ソフト版
- ドラゴンハート（フェルトン〈ジェイソン・アイザックス〉）※日本テレビ版
- ナイルの宝石 ※テレビ朝日版
- ホーム・アローン（ラリー・バルザック巡査、スクラントンの空港の受付係）※テレビ朝日版（日本語吹替完全版Blu-rayBOX収録）
- ぼくセザール10歳半 1m39cm（ベルトラン〈パパ〉）
- ホロコースト -アドルフ・ヒトラーの洗礼-
- マーサ・ミーツ・ボーイズ
- ミラーズ2
- ライジング・サン（ウィリー〈スティーヴ・ブシェミ〉）
- ラスト・ハーレム（ミドハット）
- ラブリーボーン

#### ドラマ
- インディ・ジョーンズ/若き日の大冒険（フォスター）
- 三国志 赤壁の戦い レッド・クリフのすべて（劉備）※中国中央電視台製作・再編集DVD版
- ブルース・リー伝説（リー・ハイチュアン）

### テレビドラマ
- 若き血に燃ゆる〜福沢諭吉と明治の群像（1984年）

### 特撮
- 仮面ライダークウガ（2000年、ズ・グムン・バの声）
- 百獣戦隊ガオレンジャー（2001年、芝刈機オルグの声）
- ウルトラマンメビウス（2007年、憑依宇宙人サーペント星人の声）

### ナレーション
- オビラジR（TBS）
- ザ・ワイド（日本テレビ）
- ショップジャパン（オークローンマーケティング）
- スポーツうるぐす（日本テレビ）
- 高校講座・化学 （NHK教育テレビ）
- トゥナイト2（テレビ朝日、北野誠コーナー）
- とんねるずのみなさんのおかげです（「食わず嫌い王決定戦」の時の「筆入れ」「先手（後手）○○披露」「実食」の掛け声）
- とんねるずのみなさんのおかげでした（フジテレビ「新・食わず嫌い王決定戦」の時の「筆入れ」「先手（後手）○○披露」「実食」の掛け声）
- なるほどペット通信（NHKBS）
- リンカーン（TBS、「リストランテリンカーン」のコーナーのみ）
- バナナマンのブログ刑事（東海テレビ）
- 長い長い殺人（財布：ナレーション）
- ひと・まち紀行 日本の元気を、明日へ。世界へ。（BS-TBS）
- 昼めし旅 〜あなたのご飯見せてください!〜（テレビ東京）
- 土曜スペシャル 健康旅行社 名医と行く!健康ツアー（テレビ東京）
- ザ・プレミアム 深海のロストワールド 追跡!謎の古代魚（2015年3月21日、NHK BSプレミアム）
- ツギツギ！〜世界は案外つながってる!!〜（2021年2月11日、NHK総合）

### その他コンテンツ
- KIRIN ART GALLERY 美の巨人たち（声の出演）
  - 新美の巨人たち
- ダーウィンが来た! 〜生きもの新伝説〜（ボイスオーバー）
- ハイビジョン特集（ボイスオーバー）
- コズミックフロント〜発見！驚異の大宇宙〜「旧ソ連 幻の宇宙計画〜天才科学者コロリョフの見た夢〜」（ボイスオーバー）